# Лавалетт, Антуан Мари Шаман
Антуан Мари Шаман, граф де Лавалетт (Antoine Marie Chamans, comte de Lavalette; 1769 — 1830) — политический деятель Первой империи, министр почт, член Государственного совета.

## Биография
Происходил из мелкобуржуазной семьи. Своей карьерой обязан женитьбе на Эмилии Луизе Богарне, племяннице по мужу Жозефины. Принимал участие в египетский походе, после чего был посланником в Дрездене и Берлине и в 1808 году получил графский титул.

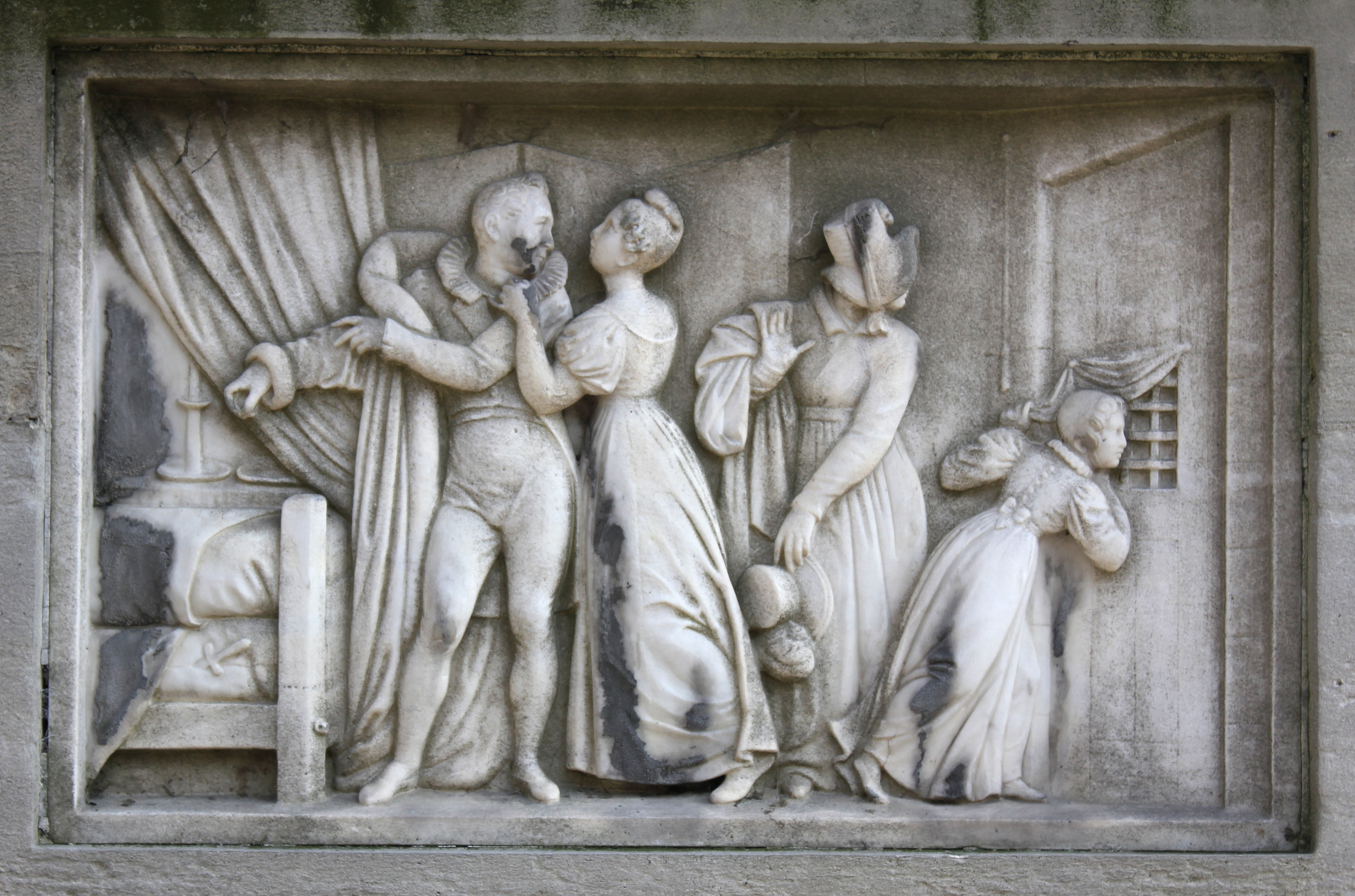
Побег Лавалетта из Парижа

Наполеон поставил его во главе почтового ведомства, в этой должности состоял 12 лет. После Реставрации Бурбонов ему пришлось уступить свой пост графу Феррану. 
Во время Ста дней, когда Людовик XVIII 20 марта 1815 при приближении Наполеона покинул Париж, Лавалетт через несколько часов явился к Феррану и от имени императора принял на себя управление почтой. Наполеон, однако, не оценил его смелость и отказался предоставить ему портфель министра.
После возвращения Бурбонов за государственную измену Лавалетт был арестован и передан суду. Жена Лавалетта, выхлопотав себе и дочери разрешение навестить мужа вечером накануне казни (23 декабря), обменялась с ним платьем и осталась в тюрьме, а ему удалось выйти на свободу. В течение двух недель Лавалетт скрывался в Париже, после чего Р. Т. Вильсон и еще два английских генерала переправили его через границу в Монс. 
Жена Лавалетта долго оставалась в тюрьме, где сошла с ума. В 1822 Людовик XVIII помиловал беглеца и разрешил ему вернуться во Францию. В 1831 году семья Лавалетта выпустила в свет его мемуары.